# 추상

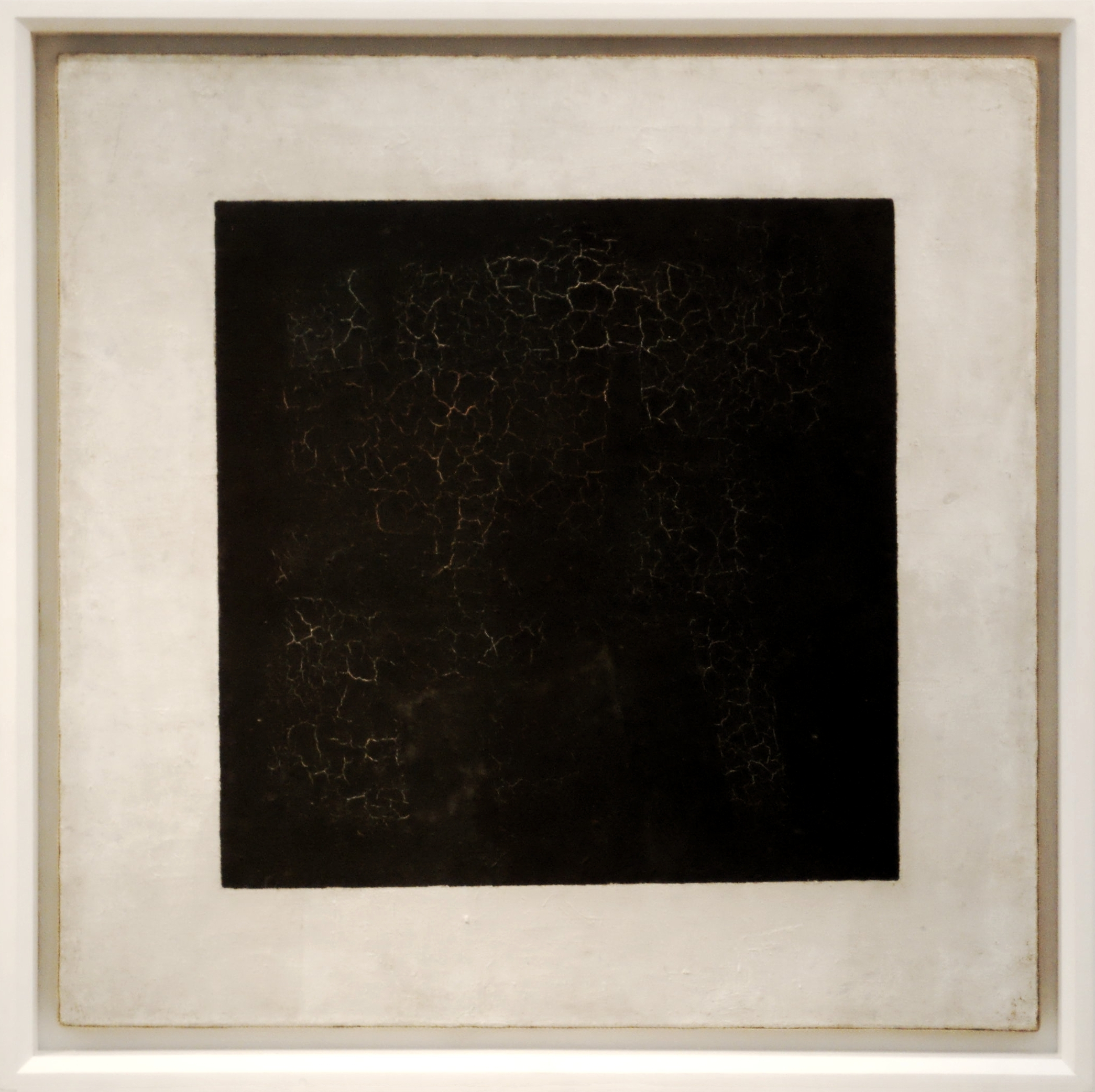

추상(抽象)은 사물을 정확하게 이해하기 위해서는 사물이 지니고 있는 여러 가지 측면 가운데서 특정한 측면만을 가려내어 포착하는 것이다. 추상은 특정 예시, 문자적(실재적이거나 구체적인) 지표, 제일원리 또는 다른 방법을 사용하고 분류함으로써 일반적인 규칙 및 개념을 도출하는 과정이다. 어떤 일면만을 추상하는 것은 다른 측면을 버린다는 것과 같다. 이것을 '사상(捨象)'이라 한다.
"추상화"는 이 과정의 결과물로, 모든 하위 개념에 대한 일반 명사로 작용하고 관련 개념을 그룹, 분야 또는 범주로 연결하는 개념이다.
개념적 추상화는 특정 목적에 적합한 측면만 선택하여 개념이나 관찰 가능한 현상의 정보 내용을 걸러냄으로써 이루어질 수 있다. 예를 들어, 가죽 축구공을 더 일반적인 공이라는 아이디어로 추상화하는 것은 일반적인 공의 속성 및 행동에 대한 정보만을 선택하며, 그 특정 공의 다른 현상적 및 인지적 특성을 배제하지만 제거하지는 않는다. 타입-토큰 구별에서 타입(예: '공')은 그 토큰(예: '그 가죽 축구공')보다 더 추상적이다.
추상화는 두 번째 의미에서 물질적 과정이며, 아래 주제에서 논의된다.

## 기원
추상적 생각은 인류학자, 고고학자, 사회학자들이 현대 인간 행동의 핵심 특성 중 하나로 간주하며, 약 5만 년에서 10만 년 전에 발달했을 것으로 추정된다. 그 발달은 인간 언어의 발달과 밀접하게 관련되어 있을 가능성이 높으며, 언어는 (구어든 문어든) 추상적 사고를 포함하고 촉진하는 것으로 보인다. 막스 뮐러는 생각과 언어의 발달에서 은유와 추상화 간의 상호 관계를 시사한다.

### 역사
추상화는 아이디어의 귀납 또는 특정 사실을 어떤 것에 대한 하나의 일반 이론으로 종합하는 것을 포함한다. 그 반대인 구체화는 일반적인 아이디어 또는 추상화를 구체적인 사실로 분석하거나 분해하는 것이다. 추상화는 프랜시스 베이컨의 노붐 오르가눔 (1620)으로 설명될 수 있는데, 이 책은 자코비안 시대 후기에 쓰여진 현대 과학 철학 서적으로 현대 사상가들이 일반화를 하기 전에 특정 사실들을 수집하도록 장려했다.
베이컨은 귀납적 추론을 추상화 도구로 사용하고 장려했다. 그의 귀납은 탈레스, 아낙시만드로스, 아리스토텔레스와 같은 그리스 철학자 시대 이후 서양 지성계를 지배했던 고대 연역적 사고 방식과 상보적이지만 구별된다. 탈레스(기원전  624c.~546년)는 우주의 모든 것이 하나의 주요 물질인 물에서 온다고 믿었다. 그는 "모든 것은 물이다"라는 일반적인 아이디어에서 얼음, 눈, 안개, 강과 같은 물의 특정 형태로 연역하거나 구체화했다.
초기 근대 과학자들은 추상화(수집된 특정 사실에서 하나의 일반적인 아이디어로 나아가는) 방식을 사용했다. 뉴턴(1642~1727)은 코페르니쿠스(1473~1543)의 태양이 태양계의 중심이라는 단순화에서 행성의 운동을 유도했다. 케플러(1571~1630)는 수천 개의 측정값을 하나의 표현으로 압축하여 결국 화성이 태양 주위를 타원 궤도로 움직인다고 결론지었다. 갈릴레오(1564~1642)는 100가지 특정 실험 결과를 낙하하는 물체 법칙으로 압축했다.

## 주제

### 압축
추상화는 압축 과정으로 볼 수 있으며, 여러 개의 서로 다른 구성 데이터를 하나의 추상 데이터로 매핑한다. 예를 들어, 구성 데이터의 유사성을 기반으로 많은 다른 실제 고양이들이 "고양이"라는 추상화에 매핑된다. 이 개념적 체계는 구성 데이터와 추상 데이터 모두의 본질적인 동등성을 강조하여 "추상"과 "구체적"의 구별에서 발생하는 문제를 피한다. 이런 의미에서 추상화 과정은 객체들 간의 유사성 식별과 이 객체들을 추상화(이는 그 자체로 객체)와 연결하는 과정을 수반한다.
예를 들어, 아래 그림 1은 구체적인 관계 "고양이가 매트 위에 앉아 있다"를 보여준다.
추상화 사슬은 해석될 수 있으며, 감각 지각에서 발생하는 신경 자극에서 색상이나 모양과 같은 기본 추상화, 특정 고양이와 같은 경험적 추상화, 고양이의 "아이디어"와 같은 의미론적 추상화, "포유류"와 같은 객체 클래스, 심지어 "행동"과 대조되는 "객체"와 같은 범주에 이르기까지 진행된다.
예를 들어, 아래 그래프 1은 "에이전트가 위치에 앉아 있다"는 추상화를 표현한다. 이 개념 체계는 특정 계층 구조 분류학(고양이와 포유류를 포함하는 것과 같은)을 수반하지 않으며, 단지 점진적인 세부 사항의 제외만을 포함한다.

### 인스턴스화
특정 장소와 시간에 존재하지 않는 것들은 종종 추상적인 것으로 간주된다. 대조적으로, 그러한 추상적인 것의 인스턴스 또는 구성원은 여러 다른 장소와 시간에 존재할 수 있다.
그러한 추상적인 것들은 아래에 그림 1, 그림 2 등과 같이 여러 번 인스턴스화된다고 말할 수 있다. 그러나 추상적인 아이디어를 인스턴스화될 수 있는 것으로 정의하고 추상화를 인스턴스화와 반대 방향으로의 움직임으로 정의하는 것만으로는 충분하지 않다. 그렇게 하면 "고양이"와 "전화기"라는 개념이 추상적인 아이디어가 될 것이다. 왜냐하면 그들의 다양한 모습에도 불구하고, 특정 고양이 또는 특정 전화기는 "고양이" 개념 또는 "전화기" 개념의 인스턴스이기 때문이다. "고양이"와 "전화기"라는 개념은 추상화이지만, 아래 그래프 1의 객체와 같은 의미에서 추상적이지는 않다. 고양이에서 포유류로, 동물로의 진행에서 동물이 포유류보다 더 추상적이라는 것을 볼 수 있지만, 다른 한편으로 포유류는 유대류나 단공류와 관련하여 확실히 표현하기 더 어려운 아이디어이다.
혼동될 수 있지만, 일부 철학은 트로프(속성의 인스턴스)를 추상적 특수자로 언급한다. 예를 들어, 특정 사과의 특정 빨강은 추상적 특수자이다. 이는 감각질 및 sumbebekos와 유사하다.

### 물질적 과정
여전히 'abstrere'('끌어내다')라는 원래의 의미를 유지하면서, 예를 들어 돈의 추상화는 사물의 특정 가치로부터 벗어나 완전히 비례하지 않는 대상을 비교할 수 있게 함으로써 작동한다(아래 '물리성' 문단 참조).
개념이자 물질적 실천으로서의 국가 (정치체)는 이 추상화 과정의 양면을 예시한다. 개념적으로, '국가의 현재 개념은 군주의 위상이나 신분, 그의 가시적인 영지로서의 훨씬 더 구체적인 초기 근대적 용어에서 추상화된 것이다'. 동시에 물질적으로, '국가 운영의 실천은 이제 군주가 확장된 권력의 구현체로서 통치하던 시대보다 본질적으로나 물질적으로 더 추상적이다'.

### 존재론적 지위
돌이나 나무 같은 물리적 대상이 존재하는 방식은 추상적인 개념이나 관계의 속성이 존재하는 방식과 다르다. 예를 들어 그림 1에 그려진 구체적, 특수, 개인이 존재하는 방식은 그래프 1에 설명된 개념이 존재하는 방식과 다르다. 그 차이는 "추상적"이라는 단어의 존재론적 유용성을 설명한다. 이 단어는 속성과 관계에 적용되어, 만약 그것들이 존재한다면 공간이나 시간 안에 존재하지 않지만, 그것들의 인스턴스는 잠재적으로 여러 다른 장소와 시간에 존재할 수 있다는 사실을 나타낸다.

### 물리성
개념이나 단어의 가능한 지시 대상인 물리적 객체는 특정 장소와 시간을 차지하는 특정 개체인 경우 구체적(추상적이지 않음)으로 간주된다. 그러나 '추상화'라는 용어의 이차적 의미에서 이 물리적 객체는 물질적으로 추상화하는 과정을 수행할 수 있다. 예를 들어, 비옥한 초승달 지대 전역의 기록 보관 도구에는 내용물(아마도 가축이나 곡물)의 수를 나타내는 계산기(점토 구, 원뿔 등)가 포함되어 있었는데, 이들은 용기에 밀봉되어 있었다. Schmandt-Besserat 1981에 따르면, 이 점토 용기에는 토큰이 들어 있었고, 그 토큰의 총합이 전달되는 객체의 수였다. 따라서 이 용기들은 일종의 선하증권 또는 회계 장부 역할을 했다. 수를 세기 위해 용기를 부수는 것을 피하기 위해 용기 외부에 표시가 되어 있었다. 다시 말해, 이 물리적 표시는 개념적 추상화(숫자)를 사용하여 의미를 전달하는 물질적으로 추상적인 회계 과정의 물질적 추상화 역할을 했다.
추상적인 것들은 때때로 실재하지 않거나 빨강과 같은 감각적 경험으로만 존재하는 것들로 정의되기도 한다. 그러나 그러한 정의는 어떤 것이 실재하는지(즉, 어떤 것이 현실에 존재하는지) 결정하는 어려움을 겪는다. 예를 들어, 신, 숫자 3, 선함과 같은 개념이 실재하는지, 추상적인지, 아니면 둘 다인지에 대해 동의하기는 어렵다.
그러한 어려움을 해결하는 한 가지 접근 방식은 서술어를 사용하여 어떤 것들이 다양하게 실재하는지, 추상적인지, 구체적인지, 또는 특정 속성(예: 좋음)을 가지는지에 대한 일반적인 용어로 사용하는 것이다. 사물의 속성에 대한 질문은 그러면 술어에 대한 명제이며, 이 명제는 조사자가 평가해야 할 과제로 남는다. 아래 그래프 1에서 상자와 타원을 연결하는 화살표와 같은 그래픽 관계는 술어를 나타낼 수 있다.

### 참조와 지시
추상화는 때때로 모호한 지시 대상을 갖는다. 예를 들어, "행복"은 다양한 긍정적 정서를 경험하는 것을 의미할 수도 있지만, 삶의 만족도 및 주관적 행복감을 지칭할 수도 있다. 마찬가지로, "건축"은 안전하고 기능적인 건물의 설계를 의미할 뿐만 아니라, 건설 문제, 공간 사용, 그리고 건물 건축가, 소유자, 관람자, 사용자에게 정서적 반응을 불러일으키려는 시도에 대한 우아한 해결책을 목표로 하는 창조 및 혁신의 요소들을 지칭하기도 한다. 건축은 또한 복잡한 소프트웨어 시스템을 구현하기 위한 컴퓨터 코드의 __추상적인__ 배열, 설계를 의미하기도 한다.

### 단순화 및 순서화
추상화는 단순화의 전략을 사용하며, 이전에는 구체적이었던 세부 사항들이 모호하거나, 불명확하거나, 정의되지 않은 채로 남겨진다. 따라서 추상적인 것에 대한 효과적인 커뮤니케이션은 전달자와 수신자 사이에 직관적이거나 공통적인 경험을 필요로 한다. 이는 모든 언어적/추상적 커뮤니케이션에 해당한다.

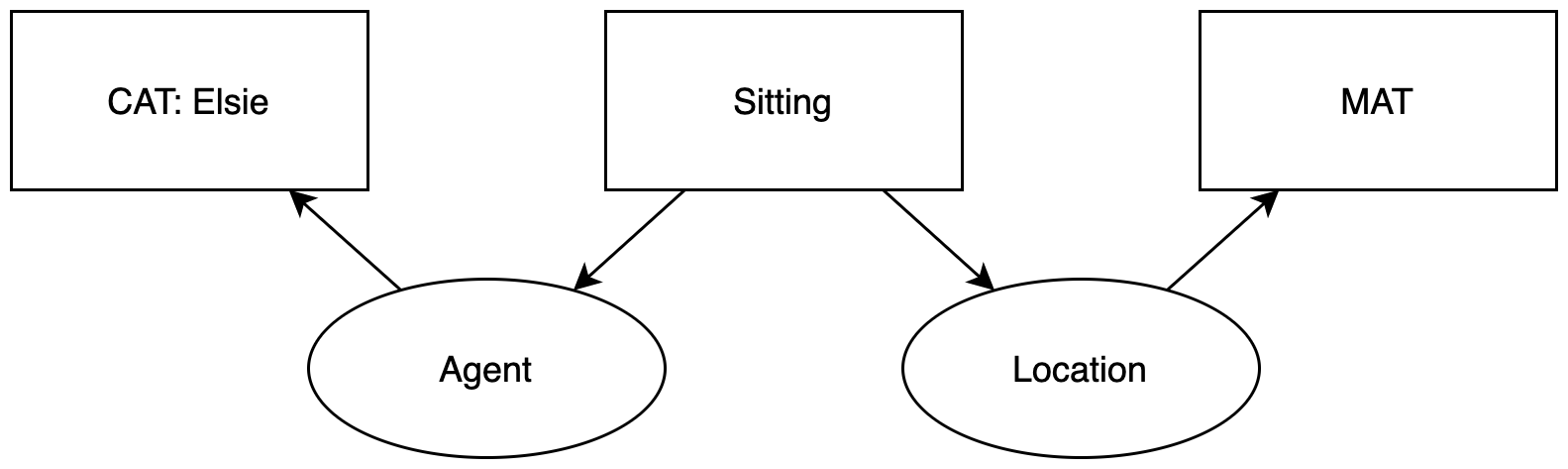
고양이가 매트 위에 앉아 있는 개념 모형 (그래프 1)

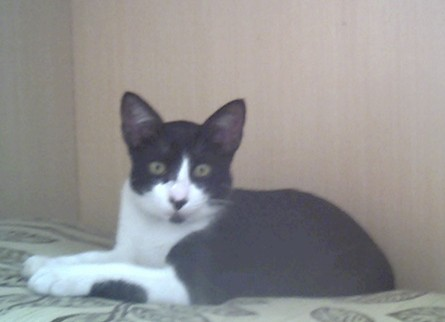
매트 위 고양이 (그림 1)

예를 들어, 많은 다른 것들이 빨강일 수 있다. 마찬가지로, 많은 것들이 표면에 앉아 있다(오른쪽 그림 1에서처럼). 빨강의 속성과 앉음 관계는 따라서 그러한 객체들의 추상화이다. 구체적으로, 개념 모형 그래프 1은 단 세 개의 상자, 두 개의 타원, 네 개의 화살표(및 그 다섯 개의 레이블)만을 식별하는 반면, 그림 1은 훨씬 더 많은 그림적 세부 사항을 보여주며, 그래프의 아홉 가지 명시적 세부 사항보다는 그림에 내포된 수십 개의 암시적 관계를 보여준다.
그래프 1은 다이어그램의 객체들 간의 몇 가지 명시적 관계를 자세히 설명한다. 예를 들어, 에이전트와 CAT:Elsie 사이의 화살표는 is-a 관계의 예를 나타내며, 위치와 MAT 사이의 화살표도 마찬가지이다. 동명사/현재분사 SITTING과 명사 (품사) agent 및 location 사이의 화살표는 다이어그램의 기본 관계인 "agent는 location에 SITTING하고 있다"를 표현한다. Elsie는 CAT의 인스턴스이다.
앉음(sitting-on)(그래프 1)에 대한 설명이 매트 위에 앉아 있는 고양이의 그래픽 이미지(그림 1)보다 더 추상적이지만, 추상적인 것과 구체적인 것의 구분은 다소 모호하다. 이러한 모호성 또는 불명확성은 추상화의 특징이다. 따라서 신문처럼 간단한 것도 더글러스 호프스태터가 괴델, 에셔, 바흐 (1979)에서 그 모호성을 설명하면서 추상에서 구체로 진행되는 6단계로 명시될 수 있다.

(1) 간행물
(2) 신문
(3) 샌프란시스코 크로니클
(4) 샌프란시스코 크로니클 5월 18일자
(5) 샌프란시스코 크로니클 5월 18일자 내 사본
(6) 샌프란시스코 크로니클 5월 18일자 내 사본을 처음 들었을 때 (며칠 후의 내 사본과 대조: 벽난로에서 타고 있는)

따라서 추상화는 이러한 각 세부 수준을 일반성의 손실 없이 캡슐화할 수 있다. 그러나 아마도 형사 또는 철학자/과학자/엔지니어는 범죄나 퍼즐을 해결하기 위해 점진적으로 더 깊은 수준의 세부 사항에 대해 배우려고 할 것이다.

### 사고 과정
철학 용어에서 추상화는 관념이 대상으로부터 거리를 두는 사고 과정이다. 그러나 관념은 상징화될 수 있다.

## 다양한 분야에서의 사용

### 예술에서
일반적으로 추상화는 예술에서 추상 미술의 동의어로 사용된다. 엄밀히 말하면, 추상화는 보이는 세계의 사물을 문자적으로 묘사하는 것과 관련이 없는 예술을 의미하지만, 실제 세계에서 추출된 대상이나 이미지, 또는 다른 예술 작품을 지칭할 수도 있다. 표현적 목적을 위해 자연 세계를 재구성하는 작품을 추상적이라고 부르며, 인식 가능한 대상을 모방하지 않고 파생된 작품을 비대상적 추상화라고 부른다. 20세기에는 추상화 경향이 과학, 기술의 발전 및 도시 생활의 변화와 일치했으며, 결국 정신분석학 이론에 대한 관심을 반영했다. 나중에는 색상, 객관적 맥락으로부터의 자유, 형태를 기본적인 기하학적 디자인으로 축소하는 것과 같은 더 순수한 형식적 용어로 추상화가 나타났다.

### 컴퓨터 과학에서
컴퓨터 과학자는 모든 다른 유형의 컴퓨터에서 각 새로운 애플리케이션을 위해 모든 프로그램 코드를 다시 작성할 필요 없이 사용하고 재사용할 수 있는 모델을 만들기 위해 추상화를 사용한다. 그들은 특정 컴퓨터 언어로 소스 코드를 작성하여 컴퓨터와 커뮤니케이션하며, 이 코드는 다른 유형의 컴퓨터에서 실행될 기계어로 번역될 수 있다. 추상화는 프로그램 설계자가 프레임워크(컴퓨팅 문제와 관련된 범주적 개념)를 세부 사항을 구현하는 특정 인스턴스와 분리할 수 있도록 한다. 이는 프로그램 코드가 지원 애플리케이션, 운영체제 소프트웨어 또는 하드웨어의 특정 세부 사항에 의존하지 않고 솔루션의 범주적 개념에 의존하도록 작성될 수 있음을 의미한다. 문제에 대한 솔루션은 최소한의 추가 작업으로 시스템 프레임워크에 통합될 수 있다. 이는 프로그래머가 다른 프로그래머의 작업을 활용할 수 있도록 하며, 다른 사람의 작업 구현에 대한 추상적인 이해만 필요로 하고 그 작업이 해결하는 문제는 제외한다.

### 일반 의미론에서
추상화와 추상화 수준은 알프레드 코지브스키가 창시한 일반 의미론 이론에서 중요한 역할을 한다. 아나톨 라포포트는 "추상화는 무한히 다양한 경험을 짧은 소음(단어)에 매핑할 수 있는 메커니즘이다"라고 썼다.

### 역사에서
프랜시스 후쿠야마는 역사를 "중요한 사건과 중요하지 않은 사건을 분리하는 의도적인 추상화 시도"라고 정의한다.

### 언어학에서
언어학 연구자들은 언어 현상을 원하는 세부 수준으로 분석할 수 있도록 추상화를 자주 적용한다. 일반적으로 사용되는 추상화인 음소는 의미를 구별하는 데 사용할 수 없는 세부 사항을 무시하도록 음성을 추상화한다. 언어학자들이 고려하는 다른 유사한 종류의 추상화(때로는 "단위"라고도 함)에는 형태소, 자소, 어휘소가 포함된다.
추상화는 통사론, 의미론, 화용론 사이의 관계에서도 발생한다. 화용론은 언어 사용자와 관련되는 고려 사항을 포함하고, 의미론은 언어 사용자로부터 추상화된 표현과 그것들이 나타내는 것(지시체)을 고려하며, 통사론은 지시체로부터 추상화된 표현 자체만을 고려한다.

### 수학에서
수학에서의 추상화는 수학적 개념이나 대상의 기저에 있는 구조, 패턴 또는 속성을 추출하고, 원래 연결되었을 수 있는 실제 객체에 대한 의존성을 제거하며, 더 넓은 적용 범위를 갖거나 동등한 현상에 대한 다른 추상적 설명과 일치하도록 일반화하는 과정이다.
수학에서 추상화의 장점은 다음과 같다.
- 수학의 다른 영역 간의 깊은 연결을 보여준다.
- 한 영역의 알려진 결과가 다른 관련 영역의 추측을 제시할 수 있다.
- 한 영역의 기술과 방법이 다른 관련 영역에서 결과를 증명하는 데 적용될 수 있다.
- 한 수학적 객체의 패턴이 같은 클래스의 다른 유사한 객체에 일반화될 수 있다.

추상화의 주요 단점은 고도로 추상적인 개념은 배우기 더 어렵고, 동화되기 전에 어느 정도의 수학적 성숙도와 경험이 필요할 수 있다는 것이다.

### 음악에서
음악에서 추상화라는 용어는 즉흥적인 해석 방식을 설명하는 데 사용될 수 있으며, 때로는 조성의 포기를 나타내기도 한다. 무조 음악은 조표가 없으며, 내부 수치 관계의 탐색이 특징이다.

### 신경과학에서
최근의 메타분석은 지각 시스템이 구체적인 개념을 처리하는 데 더 많이 관여할 때 언어 시스템이 추상적인 개념과 더 많이 관여한다는 것을 시사한다. 이는 추상적인 개념이 구체적인 개념보다 하전두회와 중측두회에서 더 큰 뇌 활동을 유발하는 반면, 구체적인 개념은 후대뇌피질, 전두엽, 방추상회, 해마옆이랑에서 더 큰 활동을 유발하기 때문이다. 인간의 뇌에 대한 다른 연구는 좌뇌와 우뇌가 추상화를 처리하는 방식이 다르다는 것을 시사한다. 예를 들어, 인간 뇌 병변을 검토한 한 메타분석은 도구 사용 중 좌뇌 편향을 보여주었다.

### 철학에서
철학에서 추상화는 개념 형성에 있어서 개인들의 공통적인 특성 집합을 인식하고, 그를 바탕으로 그 특성의 개념을 형성하는 과정(또는 일부에서는 주장되는 과정)이다. 추상화 개념은 경험론과 보편 논쟁을 둘러싼 일부 철학적 논쟁을 이해하는 데 중요하다. 또한 최근에는 술어 추상화 아래에서 형식 논리에서 인기를 얻고 있다. 추상화 논의를 위한 또 다른 철학적 도구는 사고 공간이다.
존 로크는 인간 지성론에서 추상화를 다음과 같이 정의했다.
'따라서 단어는 우리가 특정 사물에서 얻는 내면적 관념의 외적 표지로 사용되지만, 우리가 받아들이는 모든 특정 관념이 고유한 이름을 가지고 있다면 이름은 끝이 없을 것이다. 이를 방지하기 위해 마음은 특정 사물에서 받은 특정 관념을 일반화한다. 이는 관념을 마음속에서, 즉 정신적인 현상으로, 다른 모든 존재와 시간, 장소 등 실제 존재의 환경으로부터 분리하여 고려함으로써 이루어진다. 이 절차를 추상화라고 한다. 이 과정에서 특정 사물에서 얻은 관념은 같은 종류의 모든 것의 일반적인 대표자가 되고, 그 이름은 그 추상적인 관념에 부합하는 모든 현존하는 것에 적용될 수 있는 일반적인 이름이 된다.' (2.11.9)

### 심리학에서
카를 융의 추상화 정의는 그 범위를 사고 과정을 넘어 정확히 네 가지 상호 배타적이며 보완적인 심리적 기능(감각, 직관, 감정, 사고)을 포함하도록 확장했다. 이들은 함께 차별적인 추상화 과정의 구조적 전체를 형성한다. 추상화는 다른 기능의 동시적 영향과 정서와 같은 다른 무관한 것들을 배제할 때 이 기능들 중 하나에서 작동한다. 추상화는 정신의 이러한 능력의 구조적 분할을 선택적으로 사용해야 한다. 추상화의 반대는 구체주의이다. 추상화는 심리 유형 11장의 융의 57가지 정의 중 하나이다.

추상적 사고가 있듯이 추상적 감정, 감각, 직관도 있다. 추상적 사고는 합리적이고 논리적인 특성을 구분한다... 추상적 감정은... 그 감정 가치와 함께 동일하게 작용한다. ... 나는 추상적 감정을 추상적 사고와 같은 수준에 둔다. ... 추상적 감각은 감각적 감각과 대조되는 미학적 감각이 될 것이고, 추상적 직관은 환상적 직관과 대조되는 상징적 직관이 될 것이다. (Jung, [1921] (1971): par. 678).

### 사회 이론에서
사회 이론가들은 추상화를 관념적 과정이자 물질적 과정으로 다룬다. 알프레드 존 레텔(1899~1990)은 "사고에 의한 것 외에 추상화가 있을 수 있는가?"라고 물었다. 그는 상품 추상화의 예를 들어 추상화가 사람들이 사물의 즉각적인 물리적 특성을 넘어 확장되면서도 실제적이고 즉각적인 결과를 가져오는 추상적 교환 시스템을 만들면서 실제로 발생한다는 것을 보여주었다. 이 작업은 저널 아레나와 관련된 작가들의 '구성적 추상화' 접근을 통해 확장되었다. 인간 역사에서 사회 관계의 추상화를 조직 과정으로 다룬 두 권의 책은 『국민 형성: 추상적 공동체 이론을 향하여』(1996)
와 2006년에 출판된 관련 저서인 『세계주의, 민족주의, 부족주의: 이론을 다시 불러오다』이다.
이 책들은 국민이 결코 만나지 못할 낯선 사람들을 한데 모으는 추상적 공동체이며, 따라서 실재적이고 실질적이지만 추상화되고 매개된 관계를 구성한다고 주장한다. 이 책들은 현대의 세계화 및 미디어화 과정이 사람들 간의 관계를 물질적으로 추상화하는 데 기여했으며, 이는 인간이 삶을 영위하는 방식에 중대한 영향을 미쳤다고 제시한다.
추상화는 여러 사회 과학 분야에서 기본적인 방법론적 도구라고 쉽게 주장할 수 있다. 이 분야들은 "인간"에 대한 명확하고 상이한 개념을 가지고 있으며, 주어진 인간과학에 적합한 인간과 그 행동의 측면을 이상화를 통해 강조한다. 예를 들어, homo sociologicus는 사회학이 추상화하고 이상화한 인간을 사회적 존재로 묘사한다. 또한, 우리는 homo cyber sapiens(새로운 기술 덕분에 생물학적으로 결정된 지능을 확장할 수 있는 인간) 또는 homo creativus(단순히 창의적인 인간)에 대해 이야기할 수 있다.
추상화는 (베버의 이상화와 결합되어) 경제학에서 중요한 역할을 한다. 따라서 "시장"
및 일반화된 "사업" 개념과 같은 추상화가 존재한다.
직접 경험한 현실로부터 벗어나는 것은 19세기 과학(특히 물리학)의 일반적인 경향이었으며, 이는 경제학이 사회 생활의 경제적 측면에 접근하려던 방식(그리고 지금도 그러한 방식)을 근본적으로 결정했다. 뉴턴의 물리학과 신고전주의 이론 모두에서 우리는 추상화를 만나는데, 그 목표는 현상의 불변하고 시대를 초월한 본질을 파악하는 것이었기 때문이다. 예를 들어, 뉴턴은 추상화 방법을 따라 재료점의 개념을 만들었다. 이는 지각 가능한 물체의 차원과 모양을 추상화하고 관성 및 병진 운동만 보존한 것이다. 재료점은 모든 물체의 궁극적이고 공통적인 특징이다. 신고전파 경제학자들은 같은 절차를 따라 경제인이라는 무한히 추상적인 개념을 만들었다. 경제학자들은 경제 활동의 본질을 구현하는 특성에 도달하기 위해 모든 개별적이고 개인적인 특성을 추상화한다. 결국, 그들이 파악하려는 것은 경제인의 본질이다. 그 이상의 특성은 이 본질적인 핵심의 기능을 방해할 뿐이다.

## 같이 보기
- 추상 미술
- 추상과 구체
- 찰스 샌더스 퍼스
- 개념
- 개념 모형
- 창발
- 고틀로프 프레게
- 이데아론
- 상징